# لی ری یونگ
لی ری یونگ (انگلیسی: Lee Ri-young؛ زادهٔ ۱۱ اوت ۲۰۰۰) ورزشکار شنای موزون اهل کره جنوبی است.